# Фабиан, Роберт
Роберт Фабиан (англ. Robert Fabyan, около 1450 или 1460 — 25 февраля 1512 или 28 февраля 1513) — английский историк и хронист, торговец сукном и шериф Лондона, автор «Новой хроники, или Согласования историй Англии и Франции», один из летописцев войны Алой и Белой розы.

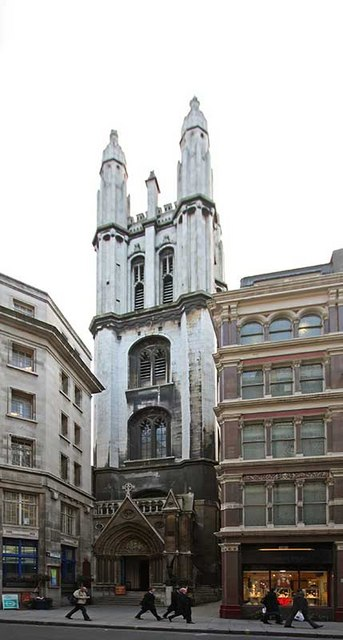
Церковь Св. Михаила в Корнхилле, в которой был похоронен Роберт Фабиан (Сити)

## Биография
Родился около 1450 или 1460 года в Лондоне в семье торговца тканями Джона Фабиана, переселившегося в столицу из Эссекса, и его жены Агнес. Около 1470 года стал подмастерьем суконщика Уильяма Холма, в 1476 году вступил в гильдию суконщиков. В 1485 году арендовал жильё в лондонском Сити, также владел, как минимум, девятью манорами в Эссексе.
В 1486 году стал олдерменом округа Фаррингдон, а в 1493 году — шерифом Лондона. В 1495 году избран был старшиной гильдии суконщиков, а в 1496 году от её имени направлен ходатаем к королю Генриху VII по поводу пошлин на экспорт сукна из Англии во Фландрию.
Во время Корнуэльского восстания 1497 года ему вместе с Джоном Бруком и Джоном Уорнером поручено было охранять Ладгейт и Ньюгейт. В 1498 году назначен был парламентом одним из уполномоченных по оценке налога, взимаемого для финансирования войны в Шотландии. В 1501 году снова избран был старшиной суконщиков. В 1502 году сложил с себя полномочия олдермена из-за того, что, обременённый многодетной семьёй, не располагал уже средствами для поддержки выборов лорда-мэра.
Историк первой половины XVI века Джон Бойл датировал его смерть 25 февраля 1512 года. Антикварий второй половины XVI столетия Джон Стоу утверждал, что Фабиан скончался ещё в 1511 году, также сообщая, что он был похоронен в церкви Св. Михаила в Корнхилле (Сити), но надгробие его там утрачено. Сохранилось, однако, завещание Фабиана, датированное 12 июля 1513 года, на основании чего большинство исследователей относят его смерть к 28 февраля этого года.

## Семья
Около 1475-го или 1485 года вступил в брак с Элизабет Стоккер, дочерью состоятельного торговца сукном Джона Пэйка, от которой имел 16 детей, только шестеро из которых дожили до его смерти: четыре сына, Джон, Роберт, Томас и Энтони, и две дочери, Джоанна и Мэри.
Будучи душеприказчиком своего тестя, унаследовал через свою жену имение Хальстедис с землями в Тейдон-Гарноне, Эссекс. После его смерти получил во владение доходные дома в лондонских приходах Сент-Беннет-Финк и Св. Михаила в Корнхилле, а также земли и дома в Ист-Хэме, Вест-Хэме, Лейтоне и городах Эссекса.
Имел сестру Марту и брата Джона, сын которого Джон Фабиан-младший, его племянник, имел от Анны Уолдгрейв дочь Мэри, вышедшую замуж за сэра Томаса Сперта, вице-адмирала английского флота.

## Сочинения
Основным историческим сочинением Роберта Фабиана является «Новая хроника, или Согласование историй Англии и Франции» (англ. The New Chronicle, or Concordance of Histories of England and France), начинающаяся с легендарного основателя династии английских королей Брута Троянского и заканчивающаяся смертью Генриха VII Тюдора (1509). Работу над ней Фабиан начал, вероятно, после своей отставки и завершил в 1504 году, хотя необходимые материалы, скорее всего, собирал ранее.
Повествование в хронике, разделённой на 7 частей «сообразно семи радостям Святой Девы», каждая из которых заканчивается стихотворным эпилогом, построено по следующему принципу. Сначала излагаются основные события истории Англии при правлении определённого короля, затем сообщается о происходившем в те же времена во Франции. Однако если события английской истории в ранней редакции доведены были до гибели в 1485 году Ричарда III в битве при Босворте, а в окончательном варианте — до смерти в 1509 году Генриха VII, французские оканчиваются в ней смертью в 1461 году короля Карла VII.
Первые 6 частей хроники, охватывающие события до нормандского завоевания Англии в 1066 году, не очень оригинальны и основаны, главным образом, на сочинениях Беды Достопочтенного, Уильяма Мальмсберийского, Генриха Хантингдонского, Гальфрида Монмутского, а также анонимной хронике «Брут». Последняя 7-я часть, помимо документов лондонских архивов, опирается на труды Матвея Парижского, Ранульфа Хигдена, Томаса Уолсингема, Робера Гагена и др. Помимо названных авторов, местами цитируются Гомер, Вергилий, Юлий Цезарь, Тацит, Блаженный Августин, Иероним Стридонский, Григорий Турский, Павел Диакон, Винсент из Бове, Жан Фруассар и Уильям Кэкстон.
Со времени вступления на престол в 1189 году Ричарда I, сочинение Фабиана принимает форму летописи города Лондона, и годовые её разделы обозначаются именами мэров и шерифов. Невзирая на обилие цитат и ссылок на сочинения предшественников, как исторический источник хроника Фабиана представляет ценность преимущественно в отношении тех событий и фактов, современником и свидетелем которых являлся он сам. Например, им описывается арест в 1468 году лондонского купца Томаса Кука, а также прибытие в 1502 году в Англию трёх коренных жителей Ньюфаундленда, принятых при королевском дворе.
В 1930-е годы английский историк А. Томас выдвинул гипотезу о причастности Фабиана к составлению «Большой Лондонской хроники» (1512), автор которой называет себя членом гильдии торговцев мануфактурой, в которой тот состоял, однако достаточных подтверждений на сегодняшний день она не получила.

## Рукописи и издания
Рукопись первой части хроники, доведённой до смерти в 1223 году Филиппа Августа, хранится в собрании Холкхем-холла в Норфолке (MS 671), рукописи второй части, охватывающей события начиная с правления Ричарда Львиное Сердце до 1485 года, находятся ныне в коллекции Коттона Британской библиотеки (MS Nero C. XI) и библиотеке Хоутона Гарвардского университета (MS eng. 766). По мнению ряда исследователей, они переписаны были рукой не самого Фабиана, который изначально мог пользоваться трудом наёмного писца.
Первое издание исторического сочинения Фабиана было выпущено в 1516 году в Лондоне Ричардом Пинсоном и, как сообщает об этом Джон Бойл, частично изъято из продажи по распоряжению кардинала Томаса Уолси, недовольного содержавшейся в хронике критикой католической церкви. После смерти кардинала в 1533 году Уильямом Растеллом выпущено было второе издание, дополненное сведениями по истории Лондона после смерти Генриха VII. В 1542 и 1559 годах вышли третье и четвёртое издания хроники.
Быстро разойдясь у книготорговцев, сочинение Фабиана приобрело большую популярность, став одним из основных источников сведений о событиях истории Англии XV — начала XVI века, в том числе для историков тюдоровской эпохи Эдварда Холла, Ричарда Графтона, Рафаэля Холиншеда, Джона Фокса и Джона Стоу. В частности, Джон Стоу утверждал, что располагал рукописью хроники Фабиана, изложение событий в которой оканчивалось третьим годом правления Генриха VIII.
Комментированное научное издание хроники Фабиана выпущено было в 1811 году известным библиофилом и антикварием Генри Эллисом.

## Публикации
- Fabyans Cronycle, wyth the cronycle, actes, and dedes done in the tyme of the reygne of the moste excellent prynce Kynge Henry The VII, father unto our most drad souerayne lord Kynge Henry The VIII. — London: Prentyd by Wyllyam Rastell, 1533.
- The New Chronicle of England and France in Two Parts by Robert Fabyan. Edited by Henry Ellis. — London: F.C. and J. Rivington, 1811. — xxi, 723, [72] p.